# Janvier 2021
Janvier 2021 est le premier mois de l'année 2021.

## Événements
- 1er janvier :
  - Le Royaume-Uni quitte l'Union européenne.
  - La zone de libre-échange continentale africaine entre en vigueur.
  - En France, création de la collectivité européenne d'Alsace par fusion des conseils départementaux du Bas-Rhin et du Haut-Rhin.
  - Concert du nouvel an 2021 à Vienne en Autriche.
- 2 janvier :
  - le Kazakhstan abolit la peine de mort[1], le décret a été signé par le président Kassym-Jomart Tokaïev ;
  - au Niger, les massacres de Tchoma Bangou et Zaroumadareye font environ 100 morts.
- 4 janvier : l’Arabie saoudite rouvre sa frontière avec le Qatar, mettant fin à une crise diplomatique de trois ans.
- 6 janvier : des partisans de Donald Trump prennent d'assaut le Capitole aux États-Unis, provoquant 5 morts ;  170 de ces partisans font l'objet de mesures d'arrestations.
- 9 janvier : le vol Sriwijaya Air 182 s'écrase en mer de Java.
- 10 janvier :
  - élections législatives au Kazakhstan ;
  - élection présidentielle et référendum au Kirghizistan, Sadyr Japarov est élu.
- 12 janvier : au Mexique, le massacre de Camargo fait 19 morts.
- 13 janvier :
  - la Chambre des représentants des États-Unis vote l'impeachment de Donald Trump pour incitation à l'insurrection à la suite de l'assaut du Capitole ;
  - la première greffe des deux bras et des deux épaules jamais faite est effectuée à l'Hôpital Édouard-Herriot sur un patient islandais, à Lyon en France[2].
- 14 janvier :
  - élection présidentielle et élections législatives en Ouganda, le président Yoweri Museveni est réélu au premier tour, le principal opposant Bobi Wine est immédiatement assigné à résidence dès l'annonce des résultats. ;
- 15 janvier :
  - selon le décompte de l'Organisation mondiale de la santé, la barre des 2 millions de morts dans le monde causés directement par la Pandémie de Covid-19 est dépassée[3] ;
  - un séisme de magnitude 6.2 sur l'île de Célèbes (autre nom de Sulawesi) détruit en partie la ville de Mamuju, dont son hôpital, causant au moins 81 morts[4] ;
  - en Allemagne, Armin Laschet, ministre-président de Rhénanie-du-Nord-Westphalie, remporte le vote du 33e congrès de l'Union chrétienne-démocrate.
- 16-18 janvier : des affrontements entre des tribus rivales — notamment entre les Rizeigat et les Fallata dans le village de Saadoun et entre les Al-Massalit et des nomades arabes dans la ville d'Al-Geneina — dans le Darfour-Occidental au Soudan font environ 140 morts[5].
- 17 janvier :
  - premier tir réussi du LauncherOne depuis un Boeing 747 ;
  - de retour en Russie après son séjour en Allemagne à la suite de sa tentative d'empoisonnement, l'opposant Alexeï Navalny est arrêté à l'aéroport de Moscou-Cheremetievo, son avion ayant été dévié de l'aéroport d'arrivée initial.
- 20 janvier : investiture présidentielle de Joe Biden et de Kamala Harris aux États-Unis ; Biden devient 46e président des États-Unis et Harris le 49e vice-président des États-Unis, ainsi qu'à la fois la première personne noire, la première personne d'origine sud-asiatique et la première femme vice-présidente.
- 21 janvier : durant la campagne pour les élections législatives anticipées, un double-attentat-suicide à la ceinture d'explosifs sur le marché de vêtements d'occasion de la place Tayaran de Bagdad cause 32 morts et 110 blessés, il est revendiqué par l'État islamique[6] ; il s'agit du plus lourd attentat commis en Irak depuis un autre, commis sur la même place le 21 janvier 2018, également durant une campagne pour des élections législatives avec le même mode opératoire[6].
- 22-23 janvier : le contingent ougandais de l'Amisom affirme avoir tué 189 combattants shebabs dans au moins trois villages du Shabeellaha Hoose en Somalie[7].
- 23 janvier :
  - en Russie, des manifestations ont lieu dans plus de 100 villes à la suite de l'arrestation d'Alexeï Navalny.
- 24 janvier : élection présidentielle au Portugal, le président socialiste Marcelo Rebelo de Sousa est réélu dès le premier tour.
- 26 janvier :
  - le recensement par l'Agence France-Presse des cas de covid-19 officiellement confirmés dépasse les 100 millions depuis le début de la pandémie (100 010 798 cas officiellement confirmés dont 2 151 242 décès)[8] ;
  - le président du Conseil italien Giuseppe Conte remet sa démission, deux semaines après la rupture de sa coalition ;
  - à la suite de la démission du gouvernement Ratas II, un gouvernement centriste dirigé par la libérale Kaja Kallas, qui devient la première femme Première ministre d'Estonie, est investi ;
  - les Forces armées maliennes annoncent qu'elles ont, avec les forces françaises engagées dans l'opération Barkhane, mené l'opération Eclipse du 2 au 20 janvier, dans la zone dans le secteur Douentza-Hombori-Boulikessi, qui aboutit à l'élimination d'une centaine et à la capture d'une vingtaine de djihadistes du GSIM[9] ; parallèlement, des militaires français et des groupes armées alliés burkinabés avaient mené une autre opération dans la zone des « trois frontières » (Burkina Faso, Mali, Niger) qui a également tué une vingtaine de djihadistes[9].
- 27 janvier : une collision accidentelle entre un camion-citerne et un bus à la Falaise de Dschang dans la Région de l'Ouest du Cameroun provoque 53 morts et 29 blessés, il s'agit de l'un des pires accidents de la route de l'Histoire du Cameroun (moins d'un mois après qu'un autre accident de bus ait fait 37 morts)[10].